# アンチ・ミステリー
アンチ・ミステリーは、狭義には三大奇書を、広義には推理小説上の「推理小説でありながら推理小説であることを拒む」という一ジャンルを指す。この項目では主に広義でのアンチ・ミステリーについて詳述する。

## 概要
もともとアンチ・ミステリーとは齋藤愼爾と埴谷雄高により、三大奇書の呼称として考案された言葉である。
中井英夫は自著『虚無への供物』講談社版（1964年刊行）の本扉に次のような短文を寄せ、自作を「アンチ・ミステリー」と規定している。

むかし、S・S・ヴァン・ダインは、ジャッコーと名づけたスコッチ・テリアを愛玩し、『ケンネル殺人事件』にもその美徳を讃えているが［中略］そのせいであろうか、［中略］このローラ嬢［引用者注記：中井の飼い犬］を引き連れながら私の考え続けていたのは、アンチ・ミステリー、反推理小説ということであった。

『黒死館殺人事件』は本筋と含蓄の主客転倒、『ドグラ・マグラ』はその大胆な構成と幻想小説らしさ、『虚無への供物』は文中に推理小説自身を否定する記述が含まれることから、いずれも「ミステリーらしくなさ」を含んではいたが、当初は「推理小説でありながら推理小説であることを拒む」というジャンルを指し示すものではなく、三大奇書に与えられた別名であった。
しかしいつ頃からか、三大奇書を意識したものなのか否か、三大奇書に含まれる独特のエッセンスを発展させた推理小説がいくつも発表されるようになった。そして「アンチ・ミステリー」は推理小説上の一ジャンルを指す言葉になった。
アンチ・ミステリーはその性質上、メタ小説的部分を合わせ持ち、しばしば愚作やアンフェアになりかねない。
アンチ・ミステリーの代表作は、中井英夫著の『虚無への供物』である、と一般的には言われる。上掲したように、中井英夫自身が『虚無への供物』の本扉に添えた短文で、自作を「アンチ・ミステリー、半推理小説」と性質づけている。しかし、前述の通り推理小説自身を否定する記述を含んではいるが、本筋自身は普通の推理小説となんら変わらないものであるため、アンチ・ミステリーであることに気づかれない事も多い。これは同種のアンチ・ミステリー作品には、同じく見られる性質である。